# Léon Bourgeois
Léon Victor Auguste Bourgeois (født 21. maj 1851 i Paris, død 29. september 1925 i Épernay) var en fransk radikal politiker.
Han blev tildelt Nobels fredspris i 1920.